# 長谷川俊介
長谷川 俊介（はせがわ しゅんすけ、1984年5月16日 - ）は、日本の男性声優。埼玉県越谷市出身。ケンユウオフィス所属。

## 人物
埼玉県立春日部高等学校時代に野球をしており、引退後は「大学だな」となっていた。その時に「その先何がやりたいんだ?」と考えていたところ声優以外に思い浮かばず、夏休み中に専門学校に通っていたという。
アミューズメントメディア総合学院所属。音質はバリトン。趣味はフットサル、スノーボード。

## 出演

### テレビアニメ
2008年
- 喰霊-零-（トラック運転手）
- はっけん たいけん だいすき! しまじろう（2008年 - 2010年） - 2シリーズ

2009年
- コケッコーさん（おとうさん、トナカイ店長）
- サザエさん（警官B）

2010年
- 閃光のナイトレイド

2011年
- 聖痕のクェイサーII（看守）
- 魔乳秘剣帖（子分B）

2012年
- アイカツ!（警備員）
- クイーンズブレイド リベリオン（見物人B）

### OVA
- 暴君ハバネロ主演 ザ・ムービー 〜暴言劇場〜（2008年、暴君ハバネロ[6]、プロデューサー[6]）
- ひぐらしのなく頃に煌（2011年、オタクB）

### ゲーム
- リトルアンカー（2009年、イワン）
- デュエル・マスターズ プレイス（2022年、封滅の大地オーラヴァイン、大神秘ビシャモン、超神龍イエス・ヤザリス、羅月スカル / 神羅スカル・ムーン）
- ファイナルファンタジーVII リメイク（2020年）
- BLUE PROTOCOL[7]（2023年）

### デジタルコミック
- 「フルーツバスケット」音声入りまんがDVD〜旅立ちの日、再び〜（2012年、友田邦光、父親） - 『花とゆめ』24号応募者全員サービス

### 吹き替え

#### 映画
- 新しい人生のはじめかた
- アンネの追憶
- 1911
- ウォー・マシーン: 戦争は話術だ!（ピート・ダックマン）
- 宇宙人ポール
- エクスペンダブルズ3 ワールドミッション（マーズ / ビクター・オルティス[8]）
- ザ・エクスプレス（ベーカー）
- ザ・コマンド（アリョーヒン）
- サンクタム
- ジーパーズ 恐怖の都市伝説
- ジュリエットからの手紙
- スー・チー in ヴィジブル・シークレット
- スノーホワイト[9]
- スノーホワイト/氷の王国（タル / ソープ・ディリス）
- TEKKEN -鉄拳-（レポーター2）
- トライアングル 殺人ループ地獄（ヴィクター / リアム・ヘムズワース）
- バトルシップ
- 昼下りの情事
- 暴力サークル（サンシク）
- ラストスタンド（アーロン・ミッチェル捜査官）

#### ドラマ
- アーロン・ストーン（バス・マハタ）
- iCarly
- ギルモア・ガールズ
- グッド・ワイフ
- ザ・パシフィック
- CSI:11 科学捜査班
- 太陽を抱く月
- ハーパーズ・アイランド 惨劇の島（ベン・ウェリントン）
- 二人の王女
- マイ・プリンセス
- 名探偵ポワロ オリエント急行の殺人
- ラコニア号 知られざる戦火の奇跡
- レディプレジデント〜大物（キム・チョルギュ）

#### アニメ
- キャプテン・プードル（フラッシュハート）
- チャギントン（チャッツワース[10]、フェリックス）
- レゴ ニンジャゴー 〜スピン術バトルの使い手〜（ベノマリ将軍）
- ロラックスおじさんの秘密の種